# FORMAC
FORMAC, acronimo para FORmula MAnipulation Compiler, é uma extensão da linguagem FORTRAN.  Foi desenvolvida por Jean E. Sammet.
Os recursos adicionais de FORMAC permitem o cálculo direto, manipulação e uso de funções avançada da matemática, que pode ser feito apenas indiretamente e aproximadamente em FORTRAN.